# Крістьян Чех
Крістьян Чех (17 лютого 1999 , Птуй ) — словенський легкоатлет, що спеціалізується на метанні диска, чемпіон світу.

## Кар'єра
| Рік                  | Змагання                           | Місце проведення     | Місце                | Дисципліна              | Результат            | Примітки             |
| Представник Словенія | Представник Словенія               | Представник Словенія | Представник Словенія | Представник Словенія    | Представник Словенія | Представник Словенія |
| -------------------- | ---------------------------------- | -------------------- | -------------------- | ----------------------- | -------------------- | -------------------- |
| 2016                 | Чемпіонат Європи серед юнаків      | Тбілісі, Грузія      | 26 (кв.)             | метання диска (1,5 кг)  | 47,49 м              |                      |
| 2017                 | Чемпіонат Європи серед юніорів     | Гроссето, Італія     | —                    | метання диска (1,75 кг) | NM                   |                      |
| 2018                 | Чемпіонат світу серед юніорів      | Тампере, Фінляндія   | 15 (кв.)             | метання диска (1,75 кг) | 56,47 м              |                      |
| 2019                 | Кубок Європи з метань серед молоді | Шаморін, Словаччина  | 1                    | метання диска           | 62,90 м              |                      |
| 2019                 | Чемпіонат Європи серед молоді      | Євле, Швеція         | 1                    | метання диска           | 63,82 м              |                      |
| 2019                 | Чемпіонат світу                    | Доха, Катар          | 31 (кв.)             | метання диска           | 59,55 м              |                      |
| 2021                 | Олімпійські ігри                   | Токіо, Японія        | 5                    | метання диска           | 66,62 м              |                      |
| 2022                 | Чемпіонат світу                    | Юджин, США           | 1                    | метання диска           | 71,13 м              | CR                   |
| 2022                 | Чемпіонат Європи                   | Мюнхен, Німеччина    | 2                    | метання диска           | 68,28 м              |                      |
| 2024                 | Чемпіонат Європи                   | Рим, Італія          | 1                    | метання диска           | 68,08 м              |                      |